# 品牌管理
品牌管理為管理學的分支。品牌一詞以廣義來說，可以是群眾對於公司印象的的任何象徵物；狹義來說則包含了公司名稱、商標、旗幟、吉祥物等等。品牌管理這個概念於1980年代中期被提出 ，在品牌管理中，有幾個相關名詞經常被提及，包含了品牌(brand)、品牌架構(brand architecture)、品牌審計(Brand audit)、品牌共同體(Brand community)、品牌文化(Brand culture)、品牌權益(Brand equity)、品牌本質(Brand essence)、品牌延伸(Brand extension)、品牌家譜(Brand genealogy)、品牌圖標(Brand icon)、品牌身份(Brand identity)、品牌戰略(Brand strategy)、品牌舒展(Brand stretch)、聯合品牌(Co-branding)。

## 應用
在品牌管理中，將消費者的購買行為所購買的商品，進行了價值的切割。其中一部分是消費者所認知到產品本身的價值，一部分是消費者所認知的該商品的品牌價值。當消費者對於產品本身的價值認知相差不大時，品牌的價值就決定了消費者的購買抉擇。
- 消費者對於品牌的忠誠度愈高，品牌價值影響消費者抉擇的能力就愈大。
- 消費者對品牌聯想的速度，與消費者下購買決定的速度成正比。
- 品牌知名度與顧客對於產品的好奇成正比。

## 發展史[3]
1985-1992
為品牌管理的發展初期，最初的概念是廠商是品牌的擁有者，而品牌本身的價值要由傳遞者傳達，因此再討論上著重於廠商的品牌身分的推廣，與品牌價值的傳遞能力。
1993-1999
品牌管理學者開始注意到，人類是有特性的，就算是品牌給與人類同樣的認知，仍會因人而異的產生價值上的差異。開始研究是什麼特性的人，會對什麼本質的品牌感興趣，獲這具有較高的影響力。
2000-2006
再對於人有著更深的認識後，發現人類也是有展現「個人品牌」的慾望，會經營其他人對於自身的認知，這樣的展現產生了人類文化的分歧。同質的「個人品牌」會聚集，與周遭產生文化差異。在文化中也會有所謂的領導者，領導者會影響自身的文化圈，若是能提升領導者對於品牌的價值認知，即能提升整個文化圈對於品牌的價值認知。